# Orario
『Orario』（オラリオ）は、Tinaの2枚目のオリジナル・アルバムである。2000年10月4日発売。発売元は徳間ジャパンコミュニケーションズ。

## 概要
- 前作『Colorado』から約11ヵ月ぶりとなるオリジナル・アルバム。TBS系日曜劇場「催眠」の主題歌となった「迷路」などを収録[1]オリコンチャートでは3位を記録し、前作に続き好セールスを記録した。

## 収録曲
1. 迷路[4:00]
4枚目のシングル。
2. Don't be shy[4:00]
3. ため息つかせて…[5:00]
4. Sunshine Love[4:00]
3枚目のシングル。
5. Sad Song[4:00]
6. Please[5:00]
7. Tears Rain[5:00]
8. NO-NO[4:00]
9. 刹那～Dancing in Blue～[4:00]
4枚目のシングル「迷路」のカップリング曲。
10. ナゼ?[4:00]
11. Spanish Groovin'[5:00]